# Hadropenaeus spinicauda
Hadropenaeus spinicauda är en kräftdjursart som beskrevs av Liu och Zhong 1983. Hadropenaeus spinicauda ingår i släktet Hadropenaeus och familjen Solenoceridae. Inga underarter finns listade i Catalogue of Life.